# Ла-Пьедад (муниципалитет)
Ла-Пьедад (исп. La Piedad) — муниципалитет в Мексике, входит в штат Мичоакан. Население — 91 132 человека.

## Города-побратимы
- Вудленд, США